# Río Fonce
El Río Fonce es un río ubicado en el departamento de Santander, Colombia y es afluente del río Suárez.

## Canotaje
Es la principal arteria fluvial del municipio de San Gil y atracción turística del departamento, es conocido por sus frecuentes actividades de canotaje.

## Cauce
El alto del río Fonce está ubicado en la Cordillera Oriental de los Andes colombianos, allí se localiza el Santuario de fauna y flora Guanentá Alto Río Fonce. El río nace propiamente con el nombre de Fonce al recibir las aguas de los ríos Pienta y Riachuelo en el municipio de Charalá. El Fonce desemboca en el río Suárez, que al unirse aguas abajo con el río Chicamocha forman el río Sogamoso.
El río La Rusia, el cual se une a la quebrada los Cercados (también proveniente del Santuario Guanentá Alto Río Fonce) forman el río Negro, que junto con el río Guacha dan origen al río Pienta.
El río Fonce atraviesa áreas de varios municipios, entre ellos Charalá, San Gil y El Socorro.

## Historia
El río era llamado anteriormente por los aborígenes como el río Monchuelo. Al fundar la ciudad de San Gil, se le dio el nombre “San Gil”. Existe la tradición que a orillas del río cerca a Valle de San José había una hacienda de una familia de apellido Fonce, y así el río recibió el nombre como se le conoce, hoy en día. 